# Juan Antonio Morales Abrisqueta
Juan Antonio Morales Abrisqueta, més conegut com a Juanan Morales (Bilbao, 18 d'abril de 1969), és un exjugador de bàsquet basc, actual president del Club Joventut de Badalona.

## Carrera esportiva
Debuta molt jove amb el primer equip del Joventut, i el seu potencial físic fa que ràpidament cridi l'atenció i sigui seleccionat per jugar el torneig preolímpic en el qual té una actuació molt destacada. Va jugar amb el l'equip badaloní des del seu debut fins a l'any 1994. Aquesta va ser l'època daurada de l'equip verd-i-negre durant la qual va aconseguir dues lligues consecutives i una lliga europea. L'equip de Badalona va entrar en declivi econòmic i Juanan Morales va fitxar pel Reial Madrid, on jugaria dues temporades. Després d'aquests dos anys i amb l'aplicació de la sentència Bosman al món del bàsquet, se li van obrir les portes d'Europa i va marxar a la lliga grega, on va jugar tres anys en el PAOK Salònica BC amb una temporada intermèdia en què va tornar al TAU, de la lliga ACB. Les seves últimes temporades les va jugar a Itàlia amb el Basket Rimini i amb l'equip grec de l'Olympiacos BC.
El 25 d'abril de 2017 va ser nomenat president del Club Joventut de Badalona en una junta general d'accionistes, substituint a Jordi Villacampa.

### Palmarès
Durant la seva estada a Badalona com a jugador va guanyar una Lliga Europea (1993-1994), una Copa Korac (1989-1990), dues lligues ACB consecutives (1991 i 1992), un Campionat d'Espanya Júnior (1988-1989) i dues Copes Príncep d'Astúries (1988-1989 i 1990-1991). Amb el Reial Madrid va guanyar la temporada 1996-97 una Eurocopa (l'antiga Recopa d'Europa) i amb el PAOK Salònica una Copa de Grècia l'any 1999.

### Selecció espanyola
Amb la selecció espanyola, a més de l'esmentat preolímpic, va jugar el Campionat d'Europa de 1989 i el de Campionat d'Europa de 1993. Prèviament, va aconseguir la medalla de plata en l'Eurobasket Juvenil de 1985, la medalla d'or del Campionat del Món sub22 celebrat el 1989 a Andorra i la medalla de plata del Mundobasket sub-22 de 1990.